# Jason Terry
Jason Eugene Terry (Seattle, Washington, 15. rujna 1977.) američki je  umirovljeni profesionalni košarkaš. Igrao je na poziciji bek šutera, a mogao je igrati i na poziciji razigravača.  Izabran je u 1. krugu (10. ukupno) NBA drafta 1999. od strane Atlanta Hawksa.

## Rani život
Terry je rođen u Seattleu u saveznoj državi Washington. Njega i još devetero braće i sestara, odgojili su majka Andrea Cheatham i otac Curtis Terry. Pohađao je srednju školu Franklin High School, a 2. veljače 2007. uprava škole umirovila mu je dres s brojem 31.

## Sveučilište
Nakon srednje škole odlučio se pohađati sveučilište u Arizoni. U sezoni 1996./97. sa suigračima poput Mikea Bibbya, Michaela Dickersona i dr. osvojio je NCAA natjecanje. Nakon završetka NBA karijere želio bi postati postati asistent svoje stare sveučilišne momčadi.

## Atlanta Hawks
Izabran je kao 10. izbor NBA drafta 1999. od strane Atlanta Hawksa. U sezoni 2000./01. Terry je bio najbolji igrač momčadi te je prosječno postizao 19.7 poena, 3.3 skokova i 4.9 asistencija. Nakon pet sezona provedenih u dresu Atlante, Terry je početkom sezone 2004./05. mijenjan u Dallas Maverickse.

## Dalas Mavericks
U doigravanju te sezone, Terry je prosječno postizao 17.5 poena uz šut iz igre od 51%. Međutim unatoč sjajnom Terry, Mavericksi su izgubili u drugom krugu doigravanja od Phoenix Sunsa rezultatom 4-2. U zadnjim trenutcima pete utakmice doigravanja protiv San Antonio Spursa 2006. godine, Terry je udario Michaela Finleya u prepone čime je zaradio suspenziju od jedne utakmice neigranja. Tijekom NBA finala 2006. godine Terry je pružao sjajne igre u prve dvije utakmice, ali se na kraju uklopio u momčadsku nemoć kojom su izgubili NBA naslov u šest utakmica. 1. srpnja 2006. Terry je potpisao novi šestogodišišnji ugovor s Mavericksima. U sezoni 2008./09. Terry je ulazivši s klupe prosječno postizao 19.6 poena, 2.4 skokova i 3.4 asistencije te je osvojio nagradu za šestog igrača sezone. 14. travnja 2009. u utakmici s Minnesota Timberwolvesima, Terry je svojim košem 0.2 sekundi prije kraja donio važnu pobjedu Mavericksima. 8. svibnja 2011. Terry je u meču protiv Lakersa postavio rekord u doigravanju. Naime, pogodio je 9 šuteva za tri čime se pridružio Ray Allenu, Vincu Carteru i Rexu Chapmanu. Omašio je samo jedan šut. Desetu od četrnaest utakmica u doigravanju je završio s 32 poena.

## Boston Celtics
18. srpnja 2012. Terry je potpisao trogodišnji ugovor s Celticsima vrijedan 15 milijuna dolara.

## Reprezentativna karijera
Terry je išao na Igre dobre volje 2001. u Brisbaneu, Australija sa SAD-om.

## Privatni život
Terry je oženjen za suprugu Johnyiku s kojom ima četiri kćeri; Jasionnu, Jalayah, Jaidu i Jasu Azuré. 

## NBA statistika

### Regularni dio
| Godina    | Klub    | Odig. uta. | Uta. poč. | Min. | 2P%  | 3P%  | Sl. bac.% | Skok. | Asist. | Ukr. lop. | Blok. | Poena |
| --------- | ------- | ---------- | --------- | ---- | ---- | ---- | --------- | ----- | ------ | --------- | ----- | ----- |
| 1999./00. | Atlanta | 81         | 27        | 23.3 | .415 | .293 | .807      | 2.0   | 4.3    | 1.1       | .1    | 8.1   |
| 2000./01. | Atlanta | 82         | 77        | 37.7 | .436 | .395 | .846      | 3.3   | 4.9    | 1.3       | .2    | 19.7  |
| 2001./02. | Atlanta | 78         | 78        | 38.0 | .430 | .387 | .835      | 3.5   | 5.7    | 1.9       | .2    | 19.3  |
| 2002./03. | Atlanta | 81         | 81        | 38.0 | .428 | .371 | .887      | 3.4   | 7.4    | 1.6       | .2    | 17.2  |
| 2003./04. | Atlanta | 81         | 78        | 37.3 | .417 | .347 | .827      | 4.1   | 5.4    | 1.5       | .2    | 16.8  |
| 2004./05. | Dallas  | 80         | 57        | 30.0 | .501 | .420 | .844      | 2.4   | 5.4    | 1.4       | .2    | 12.4  |
| 2005./06. | Dallas  | 80         | 80        | 35.0 | .470 | .411 | .800      | 2.0   | 3.8    | 1.2       | .3    | 17.1  |
| 2006./07. | Dallas  | 81         | 80        | 35.1 | .484 | .438 | .804      | 2.9   | 5.2    | 1.0       | .2    | 16.7  |
| 2007./08. | Dallas  | 82         | 34        | 31.5 | .467 | .375 | .857      | 2.5   | 3.2    | 1.1       | .2    | 15.5  |
| 2008./09. | Dallas  | 74         | 11        | 33.7 | .463 | .366 | .880      | 2.4   | 3.4    | 1.3       | .3    | 19.6  |
| 2009./10. | Dallas  | 77         | 12        | 33.0 | .438 | .365 | .866      | 1.8   | 3.8    | 1.2       | .2    | 16.6  |
| 2010./11. | Dallas  | 82         | 10        | 31.3 | .451 | .362 | .850      | 1.9   | 4.1    | 1.1       | .2    | 15.8  |
| 2011./12. | Dallas  | 63         | 1         | 31.7 | .430 | .378 | .883      | 2.4   | 3.6    | 1.2       | .2    | 15.1  |
| 2012./13. | Boston  | 79         | 24        | 26.9 | .434 | .372 | .870      | 2.0   | 2.5    | .8        | .1    | 10.1  |
| Ukupno    |         | 1101       | 650       | 33.0 | .447 | .379 | .847      | 2.6   | 4.5    | 1.3       | .2    | 15.7  |

### Doigravanje
| Godina | Klub   | Odig. uta. | Uta. poč. | Min. | 2P%  | 3P%  | Sl. bac.% | Skok. | Asist. | Ukr. lop. | Blok. | Poena |
| ------ | ------ | ---------- | --------- | ---- | ---- | ---- | --------- | ----- | ------ | --------- | ----- | ----- |
| 2005.  | Dallas | 13         | 13        | 38.5 | .506 | .491 | .884      | 4.2   | 4.6    | 1.3       | .5    | 17.5  |
| 2006.  | Dallas | 22         | 22        | 38.4 | .442 | .307 | .831      | 2.9   | 3.8    | 1.2       | .1    | 18.9  |
| 2007.  | Dallas | 6          | 6         | 38.2 | .424 | .281 | .833      | 2.3   | 3.7    | .8        | .3    | 17.0  |
| 2008.  | Dallas | 5          | 3         | 36.0 | .433 | .438 | .867      | 1.6   | 4.8    | .4        | .2    | 15.8  |
| 2009.  | Dallas | 8          | 0         | 32.5 | .396 | .400 | .783      | 3.0   | 1.9    | .5        | .4    | 15.0  |
| 2010.  | Dallas | 6          | 0         | 29.0 | .377 | .400 | .750      | 2.5   | 2.0    | .7        | .2    | 12.7  |
| 2011.  | Dallas | 21         | 0         | 32.6 | .478 | .442 | .843      | 1.9   | 3.2    | 1.2       | .1    | 17.5  |
| 2012.  | Dallas | 4          | 1         | 34.8 | .455 | .500 | .625      | 2.3   | 3.8    | .2        | .0    | 13.8  |
| 2013.  | Boston | 6          | 1         | 31.5 | .444 | .441 | .818      | 2.2   | 2.0    | .7        | .3    | 12.0  |
| Ukupno |        | 93         | 47        | 35.1 | .448 | .397 | .827      | 2.6   | 3.4    | 1.0       | .2    | 16.5  |

## Vanjske poveznice
- Profil na NBA.com
- Profil  Arhivirana inačica izvorne stranice od 4. travnja 2013. (Wayback Machine) na Basketball-Reference.com
- Profil na Yahoo.com